# Bärbel Bas
Bärbel Bas (Duisburg, 3 mei 1968) is een Duitse politica van de Sozialdemokratische Partei Deutschlands (SPD). Sinds 2025 is zij co-voorzitter van haar partij en tevens bondsminister van Arbeid en Sociale Zaken in het kabinet-Merz. Voordien was ze tussen 2021 en 2025 voorzitter van de Bondsdag.

## Biografie
Bärbel Bas werd geboren in Walsum (een stadsdeel van Duisburg) en doorliep de middelbare school in Voerde. Vanaf 1987 was ze als administratief medewerkster werkzaam bij de Duisburger Verkehrsgesellschaft (DVG), waar ze tevens jarenlang lid was van de ondernemingsraad en de raad van commissarissen. Ze volgde een beroepsopleiding in sociale zekerheid (1994–1997) en een bijscholing op het vlak van zorgverzekeringen (2000–2002). Tussen 2002 en 2006 was ze plaatsvervangend bestuurslid van bedrijfsziekenfonds EVS. Nadat Bas zich had bijgeschoold tot econoom humanresourcesmanagement leidde ze van 2007 tot 2009 de afdeling personeelsdiensten bij ziektekostenverzekeraar BKK futur.
Bas trouwde in 2015 met de Duisburgse SPD-bestuurder Siegfried Ambrosius, die in 2020 overleed. Ze heeft geen kinderen.

### Politieke loopbaan
Bas is sinds 1988 lid van de sociaaldemocratische SPD. Namens die partij was ze aanvankelijk op lokaal niveau actief, onder meer als lid van de gemeenteraad van Duisburg (1994–2002).
Bij de nationale verkiezingen van 2009 werd Bas voor het eerst verkozen als parlementslid in de Bondsdag. Ze maakte daar deel uit van verschillende commissies en werd herkozen bij de verkiezingen van 2013 en 2017. In 2019 werd ze vicefractievoorzitter van haar partij.
Nadat de SPD de verkiezingen van 2021 had gewonnen, werd Bas naar voren geschoven als parlementsvoorzitter (Bundestagspräsidentin). Met 576 van de 724 stemmen kreeg ze een grote meerderheid achter zich en op 26 oktober 2021 nam ze de voorzittershamer over van Wolfgang Schäuble. Bas was de derde vrouwelijke voorzitter van de Bondsdag, na Annemarie Renger (1972–1976) en Rita Süssmuth (1988–1998). Ze bekleedde dit ambt bijna 3,5 jaar. Na de vervroegde Bondsdagverkiezingen van 2025 werd Bas opgevolgd door Julia Klöckner (CDU), maar ze bleef wel lid van het parlement. Toen kort hierna een nieuwe bondsregering werd gevormd (het kabinet-Merz), werd Bas benoemd tot minister van Arbeid en Sociale Zaken.
Op een partijcongres in juni 2025 werd Bas met 95% van de stemmen verkozen tot een van de twee partijleiders van de SPD. Ze vervult deze functie samen met Lars Klingbeil, die de partij al sinds 2021 leidt.